# Лутище (Сумская область)
Лутище (укр. Лутище) — село в Чернетчинской сельской общине Ахтырского района Сумской области Украины.
Код КОАТУУ — 5920385601. Население по переписи 2001 года составляет 347 человек.

## Географическое положение
Село Лутище находится на левом берегу реки Ворскла,
выше по течению на расстоянии в 3 км расположено село Хухра,
ниже по течению на расстоянии в 2,5 км расположено село Украинка.
Река в этом месте извилистая, образует лиманы, старицы и заболоченные озёра.
Некоторые старицы имеют собственные имена, в том числе, Романиха, Киселиха, Пробойная.
Около села много нефтяных скважин.
К селу примакают лесные массивы (дуб, берёза).
Рядом проходит автомобильная дорога Р-17.

## История
- Вблизи села найдены древнерусские копья. На территории села обнаружена стоянка и поселение времен неолита и бронзового века.
- Село известно с 1685 года, заселено и принадлежало полковнику Перекрестову.
- В 1709 году ве время похода на Слободскую Украину шведская армия сожгла несколько сёл, в том числе и село Лутище.
- Являлось селом Хухрянской волости Ахтырского уезда Харьковской губернии Российской империи.
- Во время Великой Отечественной войны село находилось под немецкой оккупацией.

## Экономика
- Нефтяные промыслы.
- ООО «Класик».

## Объекты социальной сферы
- Школа І-ІІ ст.
- Дом культуры.
- Фельдшерско-акушерский пункт.